# Мадонна с канделябрами
«Мадонна с канделябрами» — картина, имеющая форму тондо, создана в мастерской итальянского художника эпохи Возрождения Рафаэля в Риме в период между 1513—1514 годами. Считается работой Рафаэля и его помощников.

## Описание и интерпретация
На картине изображены Дева Мария с младенцем Христом и два ангела. Канделябры по бокам — редкий мотив, который отсылает к древнеримским императорам и является символическим представлением Христа и Марии как царя и царицы небес. Характер светотени и мягкая цветовая гамма придают персонажам мягкие и деликатные черты.
Исследователи считают, что ангелы были выполнены помощниками Рафаэля.

## Владельцы
До 1693 года «Мадонна с канделябрами» находилась в коллекции князей Боргезе в Палаццо Боргезе (Рим). Затем сменила нескольких владельцев и в 1901 году была приобретена Генри Уолтерсом. В 1931 году передана по завещанию в составе коллекции Уолтерса Художественному музею Уолтерса в Балтиморе, где хранится в настоящее время.